# Welf V.
Welf V. Debeli, bavarski vojvoda (kot Welf II.), * okrog 1073, † 24. september 1120, grad Kaufering pri Landsbergu ob Lechu.
Welfa V. sta oče Welf IV. in papež Urban II. zgodaj vključila v svoje politične in dinastične račune, ko sta ga sedemnajstletnega poročila z bogato grofico Matildo Toskansko. Leta 1101 je kot bavarski vojvoda nasledil očeta. Izkazal se je kot umirjen in stanoviten vladar, ki je dajal pogajanjem prednost pred silo. Ker je bil velik in debel je dobil vzdevek Debeli. Nasledil ga je mlajši brat Henrik Črni.

## Poslušen očetu
Welf V. je bil sin bavarskega vojvode Welfa IV./I. in Judite Flandrijske. Kot sedemnajstleten mladenič je leta 1089, na željo in s posredovanjem papeža Urbana II., stopil v zakon s triinštiridesetletno grofico Matildo Toskansko. Široko zasmehovana zakonska zveza je bila nedvomno tudi v interesu Welfov, saj je bila Matilda, ki ni imela živečega potomca, lastnica zelo velikih alodialnih posesti v Italiji.
Welf V. se je v Lombardiji na strani papeža takoj vključil v investiturni boj z italijanskimi pristaši cesarja. Ko je spomladi 1090 tudi cesar Henrik IV. z vojsko prišel preko Alp, je postala premoč cesarjeve strani očitna. 10. aprila 1091 je po devetmesečnem obleganju padla Mantova in kmalu so doživela enako usodo tudi druga Matildina mesta.
Toda podpora od papeža izobčenemu cesarju je hitro kopnela, tako v Nemčiji kot v Italiji. Uprl se mu je sin Konrad in ob pomoči papeža skušal v Italiji ustvariti svoje italijansko kraljestvo. Leta 1093 mu je z vojsko prišel na pomoč preko Alp tudi Welf IV., ki mu je zaradi nasprotovanja Henrik IV. že leta 1077 odvzel vojvodino Bavarsko in ga izobčil iz pravnega reda.
Zakonska zveza Matilde in Welfa V. ni mogla trajati in poleti 1095 sta se oba Welfa, oče in sin, vrnila na Bavarsko in se skušala pobotati s cesarjem. Pogajanja so leta 1096 pripeljala do tega, da je cesar preklical izobčenje Welfa IV. in mu vrnil vojvodino Bavarsko. Očitno pa sin z izidom pobotanja ni bil v celoti zadovoljen, kar je pokazal naslednje leto, ko je dal zapreti cesarju naklonjenega briksenškega škofa Anza. V začetku leta 1098 sta na zboru knezov v Wormsu cesar in Welf V. svoj medsebojni odnos dokončno uredila: Welf V. se je v celoti podredil cesarju, ta pa mu je zagotovil nasledstvo v vojvodini Bavarski. Odtlej je bil Welf V. dosledno zvest cesarju in njegovemu nasledniku.

## Bavarski vojvoda
Welf V. je očeta nasledil leta 1101. Vladal je umirjeno, dobronamerno. Vedno je dajal prednost pogajanjem pred silo. Na njegovem dvoru so se srečevali bavarski, švabski in italijanski vpliv in mladi plemiči iz vseh provinc so ga radi izbirali za kraj svoje vzgoje. Papež si je zaman prizadeval, da bi njega in njegovega mlajšega brata Henrika pridobil na svojo stran.
Leta 1104 se je tudi bavarsko plemstvo pridružilo vsesplošnemu razočaranju nad cesarjem, ki, izobčen od papeža, ni imel dovolj avtoritete, da bi naredil v deželi mir. Stopilo je na stran cesarjevega sina Henrika V., ki se je uprl očetu. Tedaj je tudi Welf V. sprejel odločitev božičnega zbora knezov v Mainzu (1105), ki je za novega nemškega kralja določil Henrika V. Ko so pristaši Henrika IV. v Trentu zajeli odposlance, ki so poročilo iz Mainza nosili papežu, je poskrbel za njihovo osvoboditev, za podreditev upornih Trentincev in vrnitev na škofovski položaj od papeža postavljenega škofa Gebharda.
Cenjena je bila Welfova sposobnost pogajanja. Leta 1107 ga najdemo med kraljevimi odposlanci, ki so v Châlons-en-Champagne usklajevali stališča s papežem in trierskim nadškofom Brunom. Bavarske čete so sodelovale v neuspelih pohodih Henrika V. proti grofu Robertu Flandrijskem, ogrskemu kralju Kolomanu, Poljakom in Čehom. Leta 1108 se je Welf udeležil neuspelega poskusa zavzetja Bratislave. Leta 1110 je z bavarskimi četami spremljal Henrika V. na kronanje v Rim. Po prijetju papeža si je prizadeval umiriti strasti med nasprotniki. Tudi po uporu Sasov se je skupaj z würzburškim škofom Erlungom pri Corveiu kot cesarski pogajalec pogajal s saškim vojvodo Lotarjem.
Leta 1115 je v Italiji umrla grofica Matilda Toskanska. Februarja naslednje leto je odšel Henrik V. v Italijo (spremljal ga je Welfov brat Henrik) in brez težav nase prenesel Matildine alode kot državne fevde. Welf temu ni nasprotoval, zelo verjetno pa ni šlo brez odškodnine; najbrž je cesar že tedaj obljubil bratu Henriku nasledstvo v vojvodini Bavarski.
Welf V. je leta 1119 v Franciji sodeloval na pogajanjih med cesarjem in papežem Kalistom II. Ni pa dočakal konca investiturnega spora. 24. septembra 1120 je umrl na svojem gradu Kaufering pri Landsbergu ob Lechu. Pokopan je v družinskem samostanu Weingarten.
Welf V. se ni drugič poročil in ni imel otrok. Nasledil ga je mlajši brat Henrik Črni.